# Hreðric e Hroðmund
Hreðric e Hroðmund erano i figli del re leggendario di Danimarca Hroðgar e della regina Wealhþeow, secondo il poema epico in antico inglese Beowulf. Sono menzionati solo di passaggio, e si intuisce che il loro cugino Hroðulf (Hrólfr Kraki), figlio dello zio Halga, tenterà di usurpare loro il trono di Danimarca.

## Tradizione scandinava
È stato suggerito che Hreðric potrebbe corrispondere a Hrörekr/Rørik nella tradizione scandinava. Tuttavia le versioni variano e Hrörekr talvolta è ucciso da Hrólfr Kraki, talvolta ne è il successore nel governo della Zelanda (cuore della terra danese).
Nelle Gesta Danorum di Saxo Grammaticus (Libro 2) troviamo scritto che Hrólfr Kraki uccise un certo Rørik: "... il nostro re, che abbatté Rorik [Rørik], figlio di Bok l'avaro, e uccise il codardo". Rørik è la forma del norreno orientale di Hreðric, e troviamo personaggi chiamati Rørik o Hrok o simili nella maggior parte delle versioni della tradizione di Hrólfr Kraki che però sono diversamente narrate, il che indica che la tradizione scandinava aveva dimenticato chi fosse esattamente Hreðric/Rørik/Hrok e i vari autori hanno successivamente inventato dettagli per spiegare riferimenti a questo personaggio in poemi più vecchi.
La Saga degli Skjöldungar dice che un certo Valdar contestò il fatto che Hrörekr, cugino di Helgi (Halga), succedesse a Hrólfr Kraki (Hroðulf) come re dei Daner. Dopo una guerra tra i due, Hrörekr prese la Zelanda mentre Valdar prese la Scania. Basandoci sulla stessa tradizione dello Hversu Noregr byggðist, Valdar aveva tutto il diritto di reclamare il trono, essendo il figlio del precedente re Hróarr (Hroðgar).